# Francesco Cassia
Francesco Cassia (Siracusa, 29 marzo 2002) è un pallanuotista italiano, centrovasca della Pro Recco.

## Carriera
Figlio di Giuseppe Cassia, pallanuotista dell'Ortigia negli anni novanta, cresce nel settore giovanile della società siciliana, con cui firma il suo primo contratto da professionista. Esordisce in massima serie nel 2017, all'età di 15 anni. Nel 2025 si trasferisce alla Pro Recco.

## Palmarès

### Nazionale
- World League

Strasburgo 2022: 